# Hip hop británico
El hip hop británico (más conocido como UK Hip Hop o Brithop) es un género musical y un movimiento cultural que cubre una gran variedad de estilos de música hip hop hechos en el Reino Unido. Se clasifica generalmente como uno de los estilos de la música urban. El hip hop británico estuvo muy influido en su origen por la escena de Nueva York, adoptando los primeros raperos británicos el acento estadounidense. El hip hop británico ha sido sustituido mayoritariamente por el grime, si bien todavía quedan músicos británicos produciendo temas de este género.
En 2003, The Times describió el hip hop británico de modo amplio del siguiente modo:
"(...) UK rap es una parroquia sonora amplia, que cubre cualquier cosa en Reino Unido por músicos influidos o inspirados por las posibilidades del hip hop, cuya música es una respuesta a los mismos estímulos que hicieron nacer el rap en Nueva York hacia mediados de los años setenta.